# 福州日报
《福州日报》创建于福建省福州市，中共福州市委机关报也是福州市党报。福州日报也是福州最有影响力、宣传力的报纸之一。福州日报发售于福建省，目前为彩印。此外，福州日报中含有广告，每年广告利润由30%增长。

## 相关
- 福州晚报
- 官方首页